# Заводчик (Пермский край)
Заво́дчик — деревня в Осинском городском округе Пермского края России.

## История
В 1720 году на территории сегодняшней деревни началось строительство Давыдовского медеплавильного завода, который действовал с 1725 по 1733 год. Деревня известна с 1869 года как выселок. До 2019 года входила в состав Верхнедавыдовского сельского поселения Осинского района. После упразднения муниципального образования стала рядовым населённым пунктом Осинского городского округа.

## Физико-географическая характеристика

##### Географическое положение
Деревня расположена на реке Давыдовка, недалеко от правого берега реки Камы, между деревней Монастырка и селом Верхняя Давыдовка. На расстоянии примерно 4 километра от деревни по прямой на юг через реку Кама находится город Оса. Заводчик достаточно далеко от городов. Ближайший город — Оса, находящийся на противоположном берегу Камы, в то время как ближайший город по суше — Оханск, расположенный примерно в 80 километрах от деревни.

##### Климат
Климат умеренно континентальный. Средняя температура в зимние месяцы составляет –10 °C. Средняя температура в летние месяцы +20 °C. Количество атмосферных осадков за год около 598 мм, из них большая часть приходится на тёплый период (июнь-июль). Средняя мощность снегового покрова – 64 см. Продолжительность безморозного периода – 114 дней.

## Транспорт
В летнее время связь деревни с городом Оса в основном осуществляется через паромное сообщение Оса — Монастырка. В зимнее время возможна связь по переправе Оханск — Юго-Камский.
В деревне имеется автобусная остановка, однако общественный транспорт до деревни не следует.

## Население
| 1897 | 1985 | 1999 | 2002 | 2010 |
| ---- | ---- | ---- | ---- | ---- |
| 246  | ↘118 | ↘98  | ↘82  | ↘53  |

Постоянное население составляло 246 человек в 1897 году, 118 человек в 1985 году, 98 человек в 1999 году, 82 человека (98% русские) в 2002 году, 53 человека в 2010 году.

## Галерея
- Вид на деревню с автобусной остановки
- Вид на деревню со стороны дороги
- Дорога в сторону села Верхняя Давыдовка
- Мост в деревне